# Anton Bärnfeind
Anton Bärnfeind (1832 – 19. února 1907 Kobenz) byl rakouský politik německé národnosti ze Štýrska, v 2. polovině 19. století poslanec Říšské rady.

## Biografie
Angažoval se v politickém životě. Byl členem okresního zastupitelstva v Knittelfeldu. V domovském Kobenzi byl obecním starostou a inspektorem místní školní rady. Tyto funkce zastával až do své smrti. Zasedal taky jako poslanec Štýrského zemského sněmu.
Byl rovněž poslancem Říšské rady (celostátního parlamentu Předlitavska), kam usedl v prvních přímých volbách roku 1873 za kurii venkovských obcí ve Štýrsku, obvod Judenburg atd. Mandát zde obhájil ve volbách roku 1879. V roce 1873 se uvádí jako Anton Bärnfeind, majitel hospodářství, bytem Kobenz. V roce 1873 zastupoval v parlamentu opoziční konzervativní a federalistický blok. V roce 1878 zasedal v poslaneckém klubu pravého středu. Patřil mezi hlavní postavy konzervativců ve Štýrsku. V listopadu 1881 přešel do nově utvořeného Liechtensteinova klubu (oficiálně Klub středu), který byl více katolicky, sociálně reformně a centristicky orientovaný.
Zemřel v únoru 1907 ve věku 74 let.